# Otto Blau (Orientalist)
Ernst Otto Friedrich Hermann Blau (* 21. April 1828 in Nordhausen; † 26. Februar 1879 in Odessa, Russland) war ein deutscher Diplomat und Orientalist.

## Leben und Wirken
Otto Blau wurde als Sohn des Gymnasiallehrers und späteren Superintendenten Christian Friedrich Blau geboren. Ersten Unterricht erhielt er von seinem Vater und trat als 14-jähriger Alumnus in die Landesschule Pforta ein.
Im Frühjahr 1848 begann Blau kurzzeitig Theologie und Philosophie in Halle zu studieren, wandte sich aber schon bald den Orientalischen Sprachen zu. Er setzte deren Studium in Leipzig fort. In Halle war er 1848 Mitglied der Fürstenthal-Burschenschaft geworden. Auf Vermittlung des ihm bekannten Gesandten Louis von Wildenbruch kam Blau 1852 als Attaché zur preußischen Gesandtschaft nach Konstantinopel. In den folgenden Jahren bereiste er einen Teil von Kleinasien und die griechische Inselwelt.
1855 wurde Blau zum Vizekanzler der Gesandtschaft ernannt. Er unternahm eine Expedition nach Persien in 1857, um die Interessen des Zollvereins zu vertreten und Handelsmöglichkeiten zu erkunden. Im folgenden Jahr wurde er preußischer Konsul in Trapezunt (Trabzon). 1864 kam er in der gleichen Eigenschaft nach Sarajewo. Sechs Jahre später erhielt er dort den Posten eines Generalkonsuls für Bosnien und Herzegowina.
Nach dem Ausbruch des Deutsch-Französischen Krieges 1870 wurde er ins Auswärtige Amt berufen und leitete das Generalnachweisbüro für die im Feld verwundeten oder erkrankten Kriegsteilnehmer. Er kehrte nach Ende des Krieges nach Sarajewo zurück, wurde aber 1872 bereits nach Odessa berufen und dort mit der Leitung des ersten deutschen Generalkonsulats am Ort betraut.
Die Regionen, in denen er als Diplomat tätig war, versuchte er ethnografisch, botanisch, epigraphisch und numismatisch zu erfassen. Davon legen seine zahlreichen Schriften Zeugnis ab. Seine umfangreiche Sammlung orientalischer Münzen befindet sich heute in der Münzsammlung der Universitätsbibliothek Leipzig. In Odessa beschäftigte er sich auch mit der Inventarisierung der orientalischen Münzen im dortigen Museum der Orientalischen Gesellschaft. 
Otto Blau nahm sich im Jahr 1879 in Odessa das Leben.

## Familie
Otto Blau war verheiratet und hatte zwei Kinder:
Tochter Betty Blau (1857–1920), welche 1880 Otto Franz von Moellendorff (1848–1903) heiratete. 
Sohn Paul Blau (1861–1944), evangelischer Theologe

## Schriften
- Die Inschrift von Eryx: Versuch einer Erklärung. In: Zeitschrift der Deutschen Morgenländischen Gesellschaft, Band 3, 1849. S. 429–49 (Digitalisat).
- Ueber das numidische Alphabet. In: Zeitschrift der Deutschen Morgenländischen Gesellschaft, Band 5, 1851. S. 330–364 (Digitalisat).
- Chronik der Sultâne von Bornu. In: Zeitschrift der Deutschen Morgenländischen Gesellschaft, Band 6, 1852. S. 305–330 (Digitalisat).
- Beiträge zur phönikischen Münzkunde. In: Zeitschrift der Deutschen Morgenländischen Gesellschaft, Band 6, 1852. S. 465–470 (Digitalisat).
- Ueber eine angeblich phönicische Inschrift auf Cypern. In: Zeitschrift der Deutschen Morgenländischen Gesellschaft, Band 6, 1852. S. 526–527 (Digitalisat).
- Streifzüge durch Constantinopolitanische Handschriften. 1. Arabische Uebersetzung des Baarlam und Josphat. In: Zeitschrift der Deutschen Morgenländischen Gesellschaft, Band 7, 1853. S. 400–403 (Digitalisat).
- Streifzüge durch Constantinopolitanische Handschriften. 2. Die Biographien des Ibn al-Ǧauzī. In: Zeitschrift der Deutschen Morgenländischen Gesellschaft, Band 7, 1853. S. 576–581 (Digitalisat).
- Streifzüge durch Constantinopolitanische Handschriften. 3. Die Biographien des Ibn al-Ǧauzī. In: Zeitschrift der Deutschen Morgenländischen Gesellschaft, Band 8, 1854. S. 554–557 (Digitalisat).
- Zur Geschichte Syriens: I. Geschichte des Fürstenhauses der Benû Ma'n. In: Zeitschrift der Deutschen Morgenländischen Gesellschaft, Band 8. 1854. S. 475–498 (Digitalisat).
- Beiträge zur phönikischen Münzkunde: Zweiter Artikel. In: Zeitschrift der Deutschen Morgenländischen Gesellschaft, Band 9. 1855. S. 69–91 (Digitalisat).
- Inschriften aus Petra. In: Zeitschrift der Deutschen Morgenländischen Gesellschaft, Band 9. 1855. S. 230–237 (Digitalisat).
- Fil und Sus: Zwei neue umajjadische Münzhöfe. In: Zeitschrift der Deutschen Morgenländischen Gesellschaft, Band 9. 1855. S. 835–836 (Digitalisat).
- De numis Achaemenidarum aramaeo-persicis. Leipzig 1855.
- mit Constantin Schlottmann: Über die Alterthümer der im Sommer 1854 besuchten Inseln Samothrake und Imbros, in: Bericht über die zur Bekanntmachung geeigneten Verhandlungen der Königlich Preußischen Akademie der Wissenschaften zu Berlin, Berlin 1855, S. 601–636 (Digitalisat).
- Otto Blau; Johann Gustav Stickel: Zur muhammedanischen Numismatik und Epigraphik. In: Zeitschrift der Deutschen Morgenländischen Gesellschaft, Band 11. 1857. S. 443–474 (Digitalisat).
- Die Stämme des nordöstlichen Kurdistan. In: Zeitschrift der Deutschen Morgenländischen Gesellschaft, Band 12. 1858. S. 584–598 (Digitalisat).
- Bemerkungen zu des Grafen Gobineau Lettre sur quelques médailles à légendes iraniennes de l'époque arsacide. In: Zeitschrift der Deutschen Morgenländischen Gesellschaft, Band 12. 1858. S. 677–679 (Digitalisat).
- Kommerzielle Zustände Persiens. Berlin 1858.
- Schreiben des Dr. O. Blau an den geschäftsführenden Vorstand der D. Morgenländischen Gesellschaft. In: Zeitschrift der Deutschen Morgenländischen Gesellschaft. Band 13, 1859, S. 256–260. (Digitalisat)
- Der Dekalog in einer samaritanischen Inschrift aus dem Tempel des Garizim. In: Zeitschrift der Deutschen Morgenländischen Gesellschaft, Band 13. 1859. S. 275–281 (Digitalisat).
- Phönikische Analekten. In: Zeitschrift der Deutschen Morgenländischen Gesellschaft, Band 14. 1860. S. 649–662 (Digitalisat).
- Sisaqs Zug gegen Juda aus dem Denkmal bei Karnak erläutert. In: Zeitschrift der Deutschen Morgenländischen Gesellschaft, Band 15. 1861. S. 233–250 (Digitalisat).
- Zur hauranischen Alterthumskunde. In: Zeitschrift der Deutschen Morgenländischen Gesellschaft, Band 15. 1861. S. 437–456 (Digitalisat).
- Bosnisch-türkische Sprachdenkmäler. Leipzig 1868.
- Reisen in Bosnien und der Herzegowina. Berlin 1877, urn:nbn:de:bvb:355-ubr05322-7.
- Nachlese orientalischer Münzen I. In: Numismatische Zeitschrift. Band 6–7 (1874–1875), 1876, S. 1–21 (archive.org).

## Bibliographie
- Helge Dvorak: Biographisches Lexikon der Deutschen Burschenschaft. Band I: Politiker. Teilband 7: Supplement A–K. Winter, Heidelberg 2013, ISBN 978-3-8253-6050-4, S. 96–97.
- Carl Ernst: Dr. Otto Blau †. In: Numismatische Zeitschrift. Band 11, 1879, S. 443–446 (Textarchiv – Internet Archive).
- Paul Blau: Leben und Wirken eines Auslanddeutschen im vorigen Jahrhundert. Erinnerungen an Dr. Otto Blau. Leipzig 1928.
- Viktor Hantzsch: Blau, Otto. In: Allgemeine Deutsche Biographie (ADB). Band 47, Duncker & Humblot, Leipzig 1903, S. 12–14.
- Stefan Heidemann: Die orientalischen Münzen der Universitätsbibliothek in Leipzig – Eine Wiederentdeckung für die Forschung. In: Reiner Cunz (Hrsg.) in Verbindung mit Rainer Polley und Andreas Röpcke: Fundamenta Historiae. Geschichte im Spiegel der Numismatik und ihrer Nachbarwissenschaften. Festschrift für Niklot Klüßendorf zum 60. Geburtstag am 10. Februar 2004 (= Veröffentlichungen der urgeschichtlichen Sammlungen des Landesmuseums zu Hannover. 51), Hannover 2004, S. 339–352.
- Stefan Heidemann, Christoph Mackert: Staatsbulletins auf Münzen – Numismatische Dokumente aus dem Orient stehen nach 60 Jahren wieder der Forschung zur Verfügung. In: Journal – Universität Leipzig. 7, 2003, ISSN 0947-1049, S. 39–41 [mit Biografie Otto Blaus] (Volltext; PDF; 113 kB).